# Муджирі Давид Давидович
Давид Давидович Муджирі (груз. დავით დავითის ძე მუჯირი, нар. 1 лютого 1978, Тбілісі) — грузинський футболіст, що грав на позиції півзахисника.
Виступав, зокрема, за «Динамо» (Тбілісі), «Шериф» та «Штурм» (Грац), а також національну збірну Грузії.

## Клубна кар'єра

### Виступи у Грузії
Народився 1 лютого 1978 року в місті Тбілісі. Вихованець тбіліського «Динамо».
14 березня 1995 року у віці 17 років дебютував у Вищій лізі Грузії. 17 вересня, вийшовши на заміну, забив свій перший гол за тбіліське «Динамо». Протягом перших трьох сезонів він був резервним гравцем, але з початку сезону 1997/98 став стабільним гравцем першої команди. У цьому ж сезоні забив 18 м'ячів і отримав визнання не тільки вболівальників «Динамо»: спортивна газета «Сарбіелі» визнала Давида найкращим футболістом IX чемпіонату країни. За «Динамо» Давид провів в цілому п'ять років. За цей час він виграв з клубом чотири чемпіонати Грузія, три Кубка Грузії, а також два Суперкубка Грузії. Всього зіграв 59 матчів і забив 24 голи у чемпіонаті.
У січні 1999 року Муджирі перейшов до іншого тбіліського клубу — «Локомотива». Він грав там півроку, протягом якого з'явився в одинадцяти матчах чемпіонату.

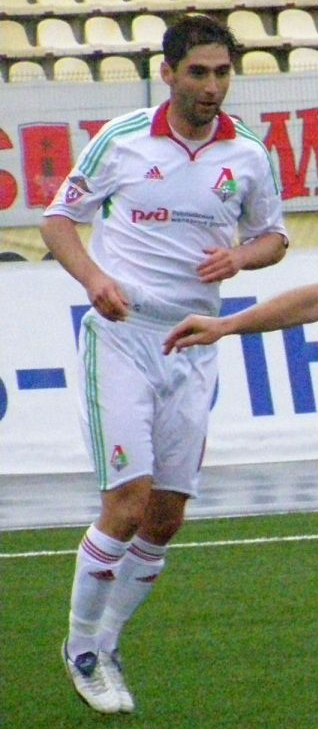
Давид Муджирі під час виступів за «Локомотив» (Москва). 2009 рік.

### «Шериф»
У липні 1999 року Муджирі переїхав до Молдови у «Шериф», де відразу став основним гравцем. У 2001 році він виграв чемпіонат Молдови і Кубок Молдови, ставши при тому найкращим бомбардиром чемпіонату з 17 голами. Всього за два роки він зіграв в 61 матчах молдавської ліги, забивши 29 голів.

### «Штурм»
Влітку 2001 року він підписав контракт з австрійським «Штурмом» (Грац). Перший матч в Бундеслізі провів 17 липня 2001 року проти «Ред Булла» (1:0). У 2002 році клуб став віце-чемпіоном Австрії, а також доходив до фіналу кубка Австрії та Суперкубка країни, але в обох випадках зазнав поразки. В цілому в австрійському чемпіонаті він провів п'ять сезонів і зіграв 106 матчів в чемпіонаті, в яких забив 21 гол.

### Виступи в Росії
У 2006 році він приєднався до російського клубу «Крила Рад». У Прем'єр-лізі дебютував 19 березня 2006 року в матчі з «Локомотивом» (1:0). 9 квітня 2006 року в поєдинку проти «Зеніта» (3:2) забив перший гол в Росії. У «Крилах» грузинський легіонер грав протягом двох сезонів. За цей час він з'являвся на полі в 44 матчах, забивши 14 голів.
У січні 2008 року брав участь у першому тренувальному передсезонному зборі «Крил Рад» в ОАЕ під керівництвом нового тренера клубу Леоніда Слуцького, проте на другому зборі в Іспанії гравець не з'явився. 29 січня Слуцький висловив жаль щодо неможливості зв'язатися з Муджирі, а 30 січня московський «Локомотив» оголосив про підписання трирічного контракту з Давидом. Оскільки клуб «Крила Рад» не давав згоди на перехід футболіста, а трансферний контракт був підписаний Олександром Барановським (президентом клубу у 2005—2007 роках), легітимність трансферу перебувала під питанням. 1 лютого 2008 року відбулася зустріч представників «Локомотива» та «Крил Рад». Враховуючи бажання футболіста виступати за московський «Локомотив» і те, що трансферна сума у розмірі 1,1 млн доларів США буде виплачена «Крилам» після реєстрації контракту в РФПЛ, як передбачає регламент, сторони домовилися, що знімають всі претензії одна до одної, і вирішили утриматися від коментарів з даного питання. Перший матч за «залізничників» зіграв 16 березня 2008 року проти «Рубіна» (1:0), проте основним гравцем так і не став.

### Завершення кар'єри
26 січня 2010 року в односторонньому порядку, через часті прогули гравця, «Локомотив» розірвав контракт з Муджирі. Давид із звільненням не погодився і мав намір подати в суд, проте 10 березня 2010 року повернувся в Грузію, перейшовши в столичне «Динамо».
У 2011 році 33-річний хавбек перейшов з тбіліського «Динамо» в японський клуб «Санфречче Хіросіма», але вже 1 січня 2012 року знову повернувся в Грузію і підписав однорічний контракт з чемпіоном країни «Зестафоні» і в першому сезоні допоміг клубу зберегти титул чемпіона країни. У 2013 році завершив ігрову кар'єру

## Виступи за збірну
2003 року дебютував в офіційних матчах у складі національної збірної Грузії. Протягом кар'єри у національній команді провів у формі головної команди країни лише 26 матчів, забивши 1 гол.

## Титули і досягнення
- Чемпіон Грузії (5):

«Динамо» (Тбілісі): 1994–95, 1995–96, 1996–97, 1997–98
«Зестафоні»: 2011–12
- Володар Кубка Грузії (3):

«Динамо» (Тбілісі): 1994–95, 1995–96, 1996–97
- Володар Суперкубка Грузії (4):

«Динамо» (Тбілісі): 1996, 1997
«Зестафоні»: 2012, 2013
- Чемпіон Молдови (1):

«Шериф»: 2000–01
- Володар Кубка Молдови (1):

«Шериф»: 2000–01

### Індивідуальні
- Найкращий футболіст чемпіонату Грузії 1997/98 (за опитуванням спортивної газети «Сарбіелі»)
- Найкращий бомбардир чемпіонату Молдови 2000–01 — 17 м'ячів

## Особисте життя
Син відомого грузинського захисника 70-х років Давида Муджірі-старшого.